# NGC 3745
NGC 3745 est une galaxie lenticulaire relativement éloignée et située dans la constellation du Lion. NGC 3745 a été découverte par l'astronome britannique Ralph Copeland en 1874.

## Caractéristiques
Sa vitesse par rapport au fond diffus cosmologique est de 9 789 ± 23 km/s, ce qui correspond à une distance de Hubble de 144 ± 10 Mpc (∼470 millions d'al).

## Septette de Copeland
NGC 3745 fait partie du Septette de Copeland, sept galaxies découvertes par Copeland en 1874. Les six autres membres de ce groupe de galaxies sont NGC 3746, NGC 3748, NGC 3750, NGC 3751, NGC 3753 et NGC 3754.

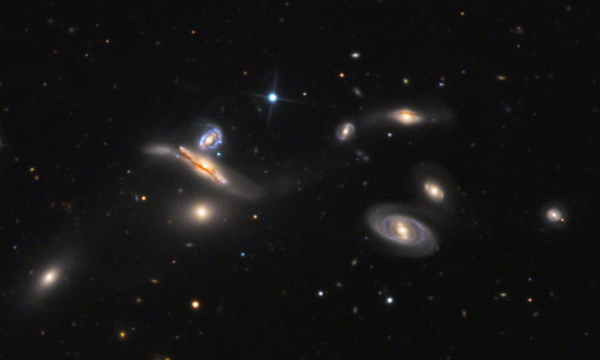
Les galaxies du septette de Copeland par Adam Block (Observatoire du mont Lemmon/Université de l'Arizona).
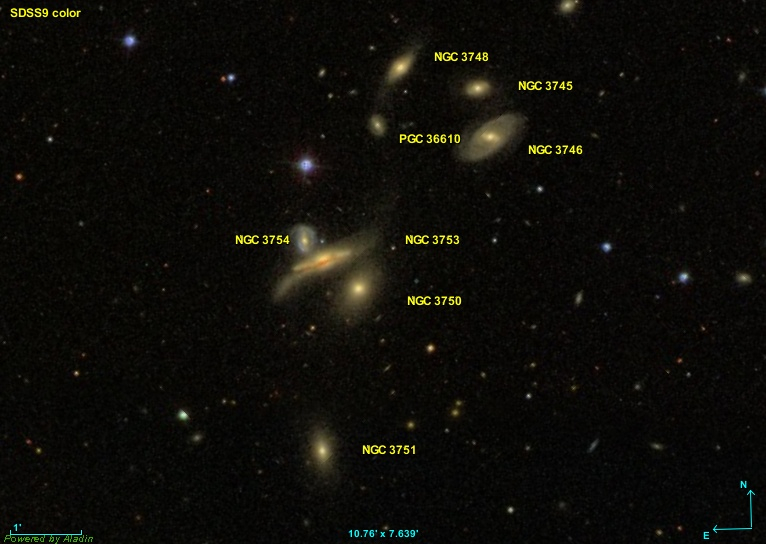
Les galaxies du groupe Arp 320. PGC 36010 s'ajoute au 7 galaxies du septette de Copeland.

Halton Arp a aussi remarqué les sept galaxies de ce groupe dans un article publié en 1966. Le groupe est désigné comme Arp 320 et Arp leur a toutefois ajouté la galaxie PGC 36010.
Ce groupe a aussi fait l'objet d'une observation par Paul Hickson et il l'a inclus dans un article publié en 1982. Il est donc aussi connu sous le nom de groupe compact de Hickson 57. NGC 3745 y est désigné comme HCG 57G.